# Eugénie Brazier
Eugénie Brazier (auch la mère Brazier; * 12. Juni 1895 in La Tranclière; † 2. März 1977 in Sainte-Foy-lès-Lyon) war eine französische Köchin. 1933 erhielt sie als erste Frau drei Michelin-Sterne. Sie war die erste Person, die sechs Sterne gleichzeitig hielt.

## Leben und Wirken
Durch den Tod ihrer Mutter im Alter von 10 Jahren hatte sie kaum Möglichkeiten viel von ihr zu lernen. Auf den Höfen um Bourg-en-Bresse hatte sie die ersten Kontakte zur lokalen Küche, die sich durch die Verwendung von Sahne und Butter auszeichnet. Mit 19 Jahren kam sie nach Lyon und fand dort zunächst Anstellung als Kindermädchen, dann als Köchin. Einer anderen Quelle zufolge war sie zuerst bei der Teigwarenfabrik Milliat als Reinigungskraft angestellt. Ihr Debüt hatte sie dann bei Françoise Fayolle, „la mère  Fillioux“, der „Kaiserin der Lyoner Mütter“.

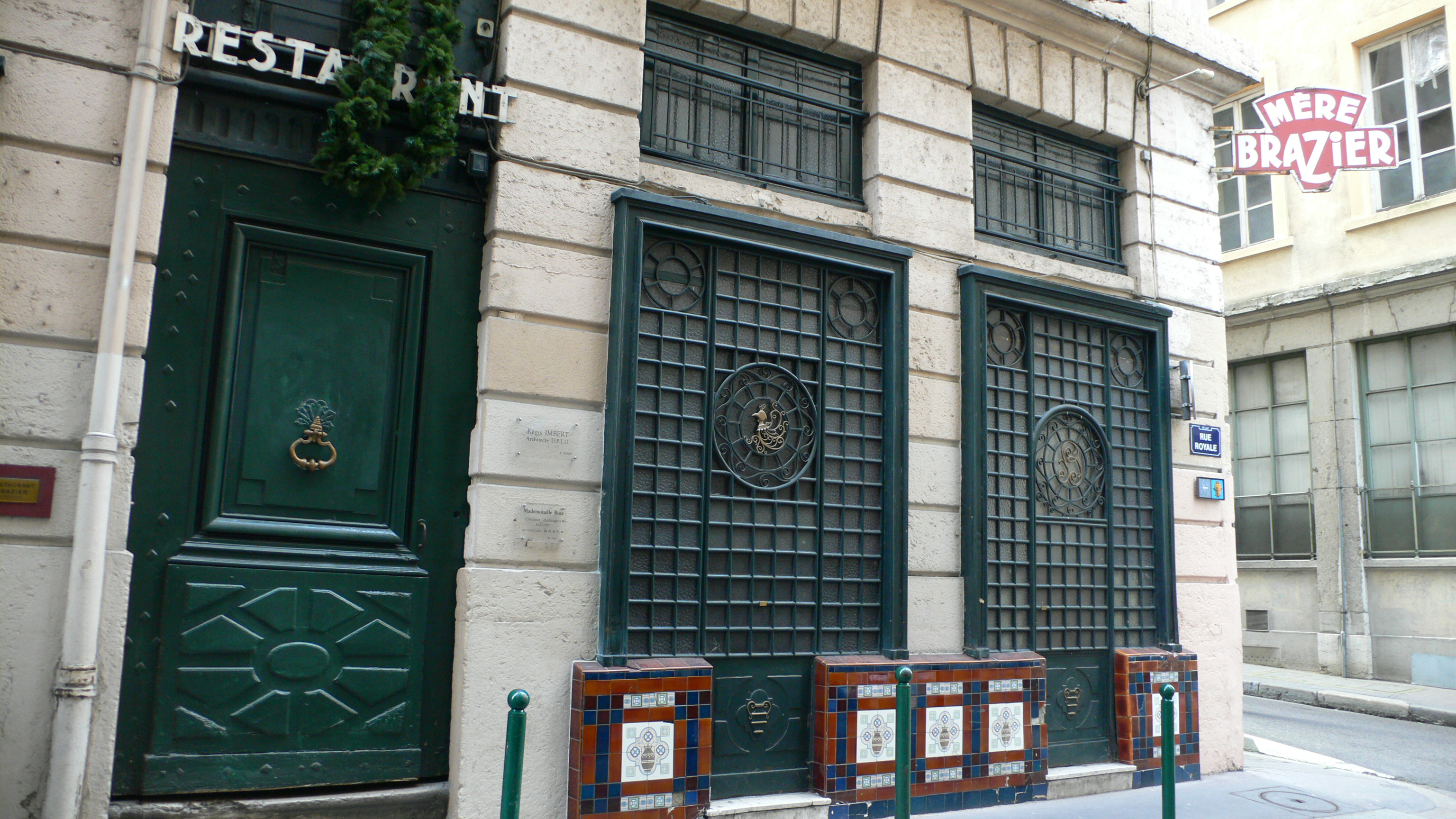
Restaurant La Mère Brazier

Ihr erstes Restaurant eröffnete sie 1921, das bis heute bestehende La Mère Brazier, das aktuell mit zwei Michelin-Sternen ausgezeichnet ist.
Sie trug zur Entwicklung der Lyoneser Küche bei, die später durch ihren Schüler Paul Bocuse weltweiten Erfolg erlangte. Er begann mit 20 Jahren als Jungkoch in ihrem zweiten Restaurant.
Ihre renommierte Küche fand breite Anerkennung, unter anderem auch bei Charles de Gaulle,  Valéry Giscard d’Estaing und Marlene Dietrich. Letztere schätzte ihre Langouste Belle Aurore, eine ganze Languste in Brandy und Sahne.
Brazier war ebenso die erste Person, die sechs Sterne hielt; je drei für ihre zwei Restaurants, das La Mère Brazier in Lyon und ein weiteres am Col de la Luère.

## Eugénie-Brazier-Preise
In ihrem Namen werden jährlich verschiedene Preise vergeben:
- Grand Prix Eugénie Brazier[7]
- Prix Eugénie Brazier - Prix du Roman et Essai Gourmand[8]
- Prix Eugénie Brazier - Prix de l’Iconographie[9]
- Prix Eugénie Brazier - Prix Francophonie[10]

## Ehrungen

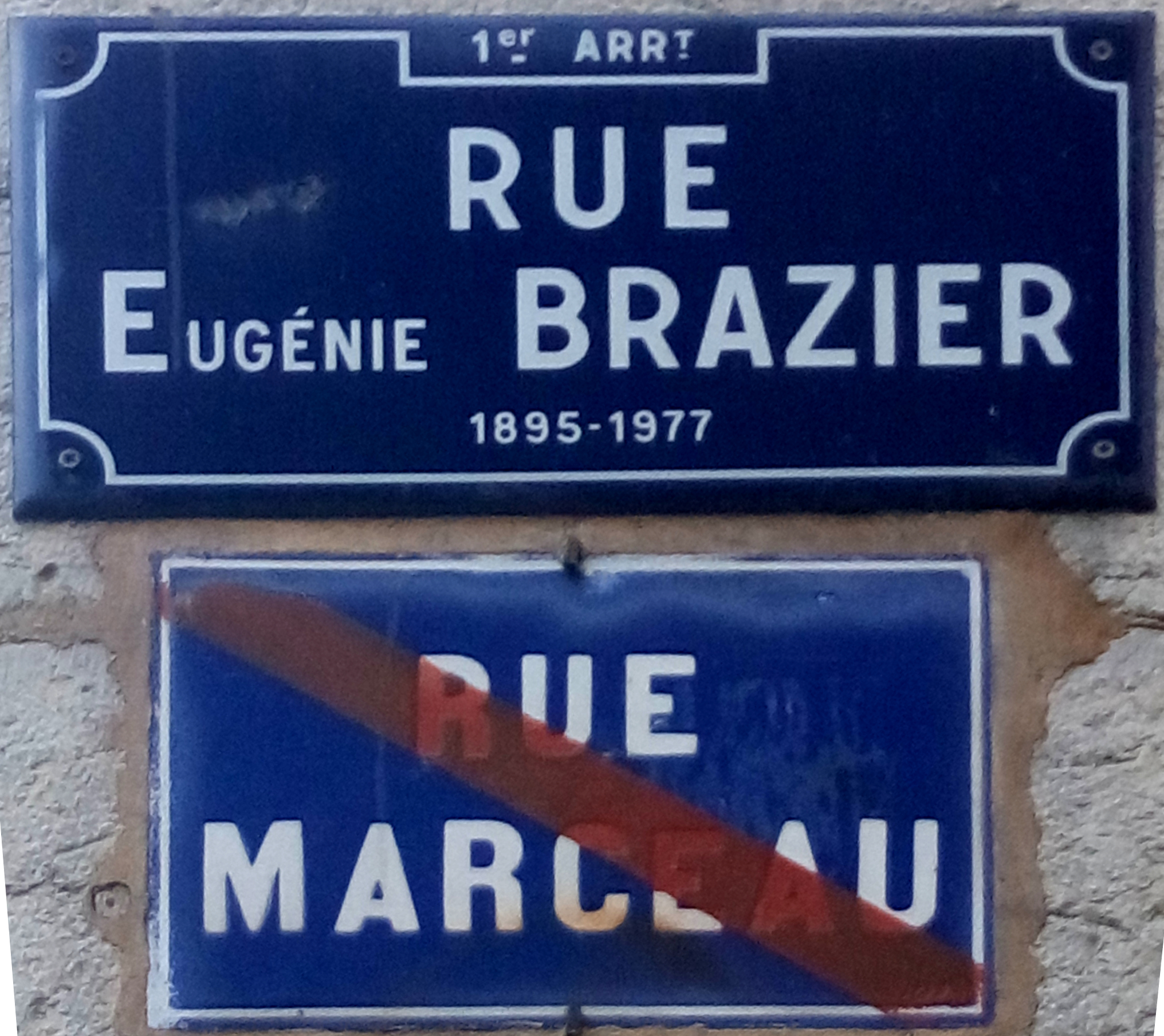
Straßenschild Rue Eugénie Brazier

- 2003 wurde in Lyon die Rue de Berry Marceau zu ihren Ehren in Rue Eugénie Brazier umbenannt.[11]

- am 12. Juni 2018 widmete ihr Google, zu Ehren ihres 123. Geburtstages, ein Google Doodle.[12]

## Auszeichnungen
- Club des Cent[2]
- 1932: 2 Michelin-Sterne[3]
- 1933: zweimal 3 Michelin-Sterne[2][3]